# Специале, Никколо
Никко́ло́ Специа́ле, или Никко́ло́ Специа́ле иль Ве́ккьо (итал. Niccolò Speciale, или Niccolò Speciale il Vecchio, лат. Nicolaus Specialis Senior; около 1280, Ното — около 1342, Мессина) — сицилийский хронист, монах-францисканец, автор «Истории Сицилии» (итал. Historia Sicula; лат. Rerum Sicularum libri octo qui historiam bellorum inter reges Siciliae et Aragoniae gestorum). Его принято называть Никколо Специале Старшим (итал. Nicolò Speciale seniore), чтобы отличить от Никколо Специале Младшего (итал. Nicolò Speciale iuniore), наместника Сицилии с 1423 по 1432 год, также уроженца Ното.

## Биография
Скудные биографические сведения о нём можно извлечь лишь из его собственного сочинения, а также отрывочных упоминаний в немногочисленных источниках.
Родился, вероятно, около 1280 года. Место рождения стало предметом споров для сицилийских историков ещё в XVII веке. Так, Антонино Амико считал, что он являлся уроженцем Мессины, тогда как Рокко Пирри утверждал, что он переехал туда из Ното (лат. Netum).
Неплохое знание латыни и общая эрудиция говорят о наличии образования, о котором, однако, нельзя сказать ничего определённого. Он мог обучаться в одной из богословских школ францисканцев, создававшихся, согласно установлениям Ордена, принятым в 1279 году в Ассизи и в 1292 году в Париже, в каждой из его провинций, на Сицилии — в Палермо и Мессине. В последней как раз при жизни Никколо, при содействии короля Федериго II Арагонского, миноритами был основан монастырь Святого Франциска и Непорочного зачатия, но вступил ли он в орден или учился именно в нём, точно не установлено.
Не вызывает, однако, сомнений, что значительную часть жизни Никколо провёл именно в Мессине, где находилась резиденция его покровителя короля Федериго II, и где он, в молодости, возможно, служил судебным чиновником, сблизившись с благородной семьёй Пелицци. В 1329 году он наблюдал извержение вулкана Этна, подробно описав его в своей хронике и довольно точно указав его продолжительность — с 28 июня по 15 июля. В 1334 году он включён был в состав посольства Федериго в Авиньон, к новому папе Римскому Бенедикту XII, с целью отмены интердикта, наложенного в 1321 году на Сицилию предшественником последнего Иоанном XXII.
В сохранившемся в рукописи XV века из Безансона (Bibliothèque d'étude et deservation, MS 675) «Компендиуме древностей Сицилии», до сих пор не опубликованном и представляющем собой краткое изложение «Истории Сицилии», сообщается, что автор последней участвовал в посольстве к папе Бенедикту лично, хотя в латинском оригинале имя Никколо не упоминается, и, наряду с именами двух других послов, указан лишь анонимный «scriptorem huius pamphlets».
Умер в Мессине не ранее 1342 года, поскольку о скончавшемся в этом году сыне и преемнике Федериго II — короле Педро II — в его хронике говорится как о живом. Предположительно был похоронен в монастыре Св. Франциска; могила не сохранилась.

## Сочинения
Основным трудом его являются «Деяния сицилийцев до смерти короля Федериго и моей» (лат. De gestis Siculorum sub Friderico rege et suis), или «История Сицилии» (лат. Rerum Sicularum libri octo qui historiam bellorum inter reges Siciliae et Aragoniae gestorum ab anno Christi MCCLXXXII usque ad annum MCCCXXXVII; итал. Historia Sicula. Cronache del regno di Trinacria in 8 tomi. Dai Vespri alla morte di Federico di Aragona), написанная между 1337 и 1342 годами в Мессине на латыни, в которой сообщается о событиях в королевстве Тринакрия (Сицилийское королевство) за период с 1282 по 1337 год, от восстания «Сицилийская вечерня» до конца правления Федериго II Арагонского.
«История Сицилии» Специале состоит из восьми книг, неодинаковых как по количеству глав и страниц, так и по своей хронологической протяжённости. Первая книга, состоящая из 30 глав, охватывает события начиная с Палерского восстания 1282 года, и кончая смертью в 1285 году Карла Анжуйского. Вторая в 25 главах доводит изложение до первых месяцев 1296 года, третья, заключающая в себе 22 главы, начинается описанием коронации Федериго II в Палермо, и оканчивается рассказом об измене и бегстве с острова в 1297 году легендарного адмирала Руджеро ди Лауриа, перешедшего на сторону арагонского короля Альфонсо III. Четвёртая книга, состоящая из 15 глав, продолжает историю «войны Сицилийской вечерни» до 1299 года; пятая из 20 глав посвящена событиям одного лишь 1299 года.  Шестая книга, включающая 23 главы, доводит события до 1307 года, тогда как седьмая из 21 главы простирает их до самого 1327 года, охватывая, таким образом, целые 20 лет. Книга последняя, восьмая, состоящая всего из 8 глав и, вероятно, оставшаяся неоконченной, доводит изложение до смерти короля Федериго в 1337 году.
Анализ текста хроники показывает знакомство её автора с античной классикой, в частности, сочинениями поэтов Гомера, Горация, Вергилия, Овидия, Лукана и Стация, а также «Бревиарием» Евтропия, «Историей против язычников» Павла Орозия и «Этимологиями» Исидора Севильского. Так, описывая торжественный въезд в Мессину Федериго II в 1296 году, он рассказывает, что местные девы и матроны встретили нового короля одетыми с большей элегантностью, чем Елена Троянская, Есфирь и Дидона, а поступки других сицилийских и арагонских монархов и полководцев сравнивает с деяниями Ганнибала, Сципиона или Юлия Цезаря.
Приведённая Никколо речь посла короля Федериго II графа Франческо ди Вентимилья, произнесённая перед папой Иоанном XXII (1317), в которой излагалась история Сицилийского королевства со времён норманнов, выдаёт также знакомство хрониста с трудом сицилийско-нормандского летописца XI века Гоффредо Малатерра. Несомненно также использование Никколо городских анналов Мессины, а также архивов местной коммуны и францисканского монастыря. Остаётся открытым вопрос о его возможных заимствованиях из «Истории Сицилии» Бартоломео ди Неокастро (1293).
Несмотря на подробное и обстоятельное изложение материала, правильность языка и элегантность литературного стиля, для сочинения Специале характерны заметные фактологические неточности, местами игнорирование точных хронологических привязок, а также практически полное отсутствие текстов подлинных писем и документов, изложению которых хронист предпочитает обширные речи, проповеди и диалоги персонажей, достоверность которых нередко вызывает сомнение.
Заявив в прологу к своей хронике, что в дополнение к политическим и военным событиям им будет описана также гражданская жизнь и природные явления на острове, он далее, однако, практически ничего не сообщает о последних, включая памятное многим землетрясение 1284—1285 годов, остановившись лишь на извержении Этны 1329 года. Уделив пристальное внимание вопросам войны, но слабо в них разбираясь, он подробностям сражений предпочитает описание выдающихся качеств полководцев вроде Руджеро ди Лауриа или Бласко д’Алагона иль Веккьо. В то же время, определённую ценность имеют его наблюдения в качестве дипломата и возможного участника посольств к римской курии 1317 и 1334 годов.
Хроника Специале имела несколько продолжений, выполненных монахами францисканской общины Мессины, последнее из которых, принадлежащее отцу Микеле де Платеа, доведено до 1444 года. Оригинальная рукопись её утрачена была ещё в старину, сохранилось лишь три поздних списка, хранящихся в библиотеке Сицилийского Общества отечественной истории в Палермо (MS B.I.3), городской библиотеке Безансона (MS 675) и Бодлианской библиотеке Оксфордского университета (Holkam Hall, MS 495), последний из которых, датированный XV веком, признаётся исследователями наиболее полным.
Впервые хроника была частично напечатана в 1688 году историком-иезуитом Этьеном Балюзом в приложении к труду учёного парижского архиепископа Пьера де Марки «Marca Hispanica» (1688), а полностью опубликована в 1727 году в Милане историком церкви Лудовико Антонио Муратори, включившим её в X том «Rerum Italicarum scriptores» и уточнившим настоящее имя автора, предыдущими издателями ошибочно называвшегося «Никколо Миноритом» (итал. Niccolò Minorita). В 1791 году она переиздана была в Палермо местным историком Росарио Грегорио в I томе «Bibliotheca scriptorum qui res in Sicilia gestas sub Aragonum imperio retulere», вместе с «Историей Сицилии» Бартоломео ди Неокастро. Наиболее авторитетное научное издание хроники выпущено было в 1974 году в Палермо Сицилийским центром филологических и лингвистических исследований (итал. Centro di studi filologici e linguistici siciliani) под редакцией Джакомо Феррау.

## Издания
- Nicolai Specialis. Historia Sicula in VIII libris distributa ab anno MCCLXXXII usque ad annum MCCCXXXVII // Rerum Italicarum scriptores. Raccolta di fonti, ideata da Ludovico Antonio Muratori. — Tomus X. — Mediolani: Typographia Societatis Palatinae in Regia Curia, 1727. — coll. 913–1092.
- Nicolai Specialis. Historia Sicula, ab anno MCCLXXXII ad annum MCCCXXXVII // Bibliotheca scriptorum qui res in Sicilia gestis sub Aragonum imperio retulere, a cura di R. Gregorio. — Tomus I. — Panormi, 1791. — pp. 283–508.
- Nicolò Speciale, storico del «regnum Siciliae». Ed. Giacomo Ferraù. — Palermo: Centro di studi filologici e linguistici siciliani, 1974. — 138 p.